# Judisk mytologi

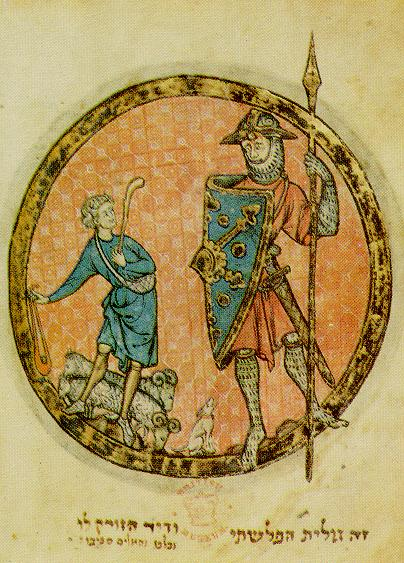
David och Goliath, en 1200-talsteckning utförd av judar i Frankrike.

Judisk mytologi. Med judisk mytologi kan i första hand avses de föreställningar om till exempel världens skapelse som återfinns i den hebreiska bibeln. Även de efterbibliska midrashtexterna (från den rabbinska perioden - senantiken - och medeltiden) som kommenterar och supplementerar bibeltexterna innehåller mytiska motiv som i vissa fall kan ha betydligt äldre ursprung, exempelvis den kända berättelsen om Lilit, Adams första hustru, som har samma namn som och likheter med en kvinnlig demon som återfinns redan i gamla mesopotamiska texter. I vidare mening kan man även avse senare tillkomna föreställningar, såsom Gerschom Scholem har gjort i sin diskussion av luriansk kabbala och dess världsbild.
De bibliska texterna ingår i ett större främreorientaliskt komplex av mytiska föreställningar och har stora likheter med motiv som förekommer i exempelvis babylonisk och i synnerhet ugaritisk litteratur. 
Den mest kända bibliska texten som kan ge intryck av mytologi är de elva första kapitlen i Första Mosebok. Där berättas det om världens skapelse, de första människorna Adam och Eva, om syndafallet och hur människorna tvingas ur från paradiset, om Kain och Abel, Noa, översvämningen och räddningen genom arken. I dessa första elva kapitel finns det uppgifter om de första människornas livslängder som många menar vara osannolika men som för bibeltroende ses som bevis för att bibeltexten inte är mytologisk.
Mytologiska motiv finns dock spridda även på många andra ställen i de hebreiska bibeltexterna, särskilt i poetiska texter som delar av Jobs bok och vissa psalmer.
Det finns ibland ett motstånd från religiöst judiskt och kristet håll att definiera bibliska texter som mytologiska, vilket sammanhänger med att ordet mytologi har en stark koppling till de antika grekiska och romerska mytologierna och till andra "hedniska" religioners berättelser. Den tyske 1800-talsexegeten Hermann Gunkel menade exempelvis att myten är en berättelse om gudar, en definition som gör att judendomen inte kan innehålla några myter då den bara har en gud. En annan definition avgränsar myten funktionellt till texter som hör ihop med kulten (rituella texter). Båda dessa definitioner betraktas ofta som för snäva. En vanligare definition är att myten är en berättelse om gudomliga handlingar i urtiden som fortfarande har betydelse för människornas livsvillkor. I denna mening kan man tala om myter i de judiska heliga skrifterna.
Man kan emellertid inte utan vidare beteckna de bibliska texterna som mytologiska. De böcker som i kristen tradition brukar kallas de historiska, till exempel konungaböckerna, har stora likheter med annan historisk litteratur och har därför inte mindre trovärdighet. Här finns en skillnad på till exempel de isländska sagorna, som ibland kan innehålla historiska sanningar, men ofta är mytologiska utvikningar.